# Der Effekt des Wassers
Der Effekt des Wassers ist ein französisch-isländischer Liebesfilm von Sólveig Anspach aus dem Jahr 2016. Nach ihrem Tod noch während der Postproduktion wurde der Film von Drehbuchautor Jean-Luc Gaget fertiggestellt.

## Handlung
Kranführer Samir wird in einer Kneipe Zeuge, wie ein Kollege von Agathe resolut abgewiesen wird. Der Kollege erzählt ihm, dass Agathe im Schwimmbad in Montreuil als Bademeisterin tätig ist. Samir meldet sich im Schwimmbad an. Als er sieht, dass Agathe Schwimmen unterrichtet, gibt er an, Nichtschwimmer zu sein. Durch einen Trick landet er in Agathes Schwimmkursen und erfährt zufällig durch einen Kollegen, dass Agathe verwitwet ist. Als er eines Abends im Schwimmbad eingeschlossen wird, trifft er im geschlossenen Bad Agathe an, die die Stille liebt und häufig abends allein ihre Runden im Bad dreht. Beide kommen sich an diesem Abend näher und Samir berichtet ihr, dass er als Kind von seinem Vater ins Wasser geworfen wurde und seither Angst vorm Schwimmen hat. Sie ziehen sich auf den 5-Meter-Turm zurück, als ein Kollege Agathes mit zwei jungen Frauen ins Bad kommt. Eine der Frauen fällt angetrunken ins Wasser und Samir rettet sie. Agathe erkennt, dass Samir sie belogen hat; als er das nächste Mal im Schwimmbad erscheint und nach ihr fragt, erfährt er, dass sie nach Island geflogen ist, um dort am Internationalen Schwimmlehrerkongress teilzunehmen. Kurzentschlossen fliegt er ihr nach.
Agathe ist in Island bei ihrer Freundin Anna untergekommen, die abwechselnd mit ihrem Assistenten Frosti auch als Stadträtin tätig ist. Sie ist Organisatorin des Kongresses, auf dem Agathe die Eröffnungsrede hält. Dabei sieht Agathe im Publikum Samir sitzen, der sich als Vertreter Israels unter die Teilnehmer gemischt hat. Sie bittet ihn spontan um einen Redebeitrag und Samir improvisiert ein Statement, in dem er von einem Swimming-Pool-Bauprojekt erzählt, das er gemeinsam mit Palästinensern plant und das ein Zeichen für den Frieden sein soll. Die Kongressteilnehmer sind begeistert. Agathe jedoch ist erst recht verstimmt, kann Samir jedoch nicht aus dem Weg gehen, da er für die Kongresszeit ebenfalls bei Anna untergekommen ist, die er aus Montreuil kennt.
Beim Frühstück erleidet Samir in Annas Küche einen Stromschlag am Kaffeeautomaten und verliert in der Folge sein Gedächtnis. Agathe glaubt zunächst, dass er simuliert, hilft ihm dann jedoch im Alltag und ist etwas enttäuscht, dass er gar nicht mehr weiß, dass er ihr gefolgt ist. Er weiß nicht mehr, dass er sie geliebt hat; Agathe wiederum will sich ihre Gefühle für ihn nicht eingestehen. Da Wasser gut für Samirs Genesung sein soll, geht sie mit ihm schwimmen. Als Samir mit den Kongressteilnehmern eine Exkursion unternimmt, will Agathe ihm folgen. Sie landet mit Anna und Frosti jedoch zunächst bei Annas Bekannten, wo eine weise Alte ihr aus dem Kaffeesatz liest und sie darin bestärkt, Änderungen in ihrem Leben zuzulassen und alte Ängste zu überwinden. Anna kann Samir in einer Thermalquelle orten und fährt mit Agathe hin. Hier fallen sich Samir und Agathe in die Arme und küssen sich schließlich innig.

## Produktion

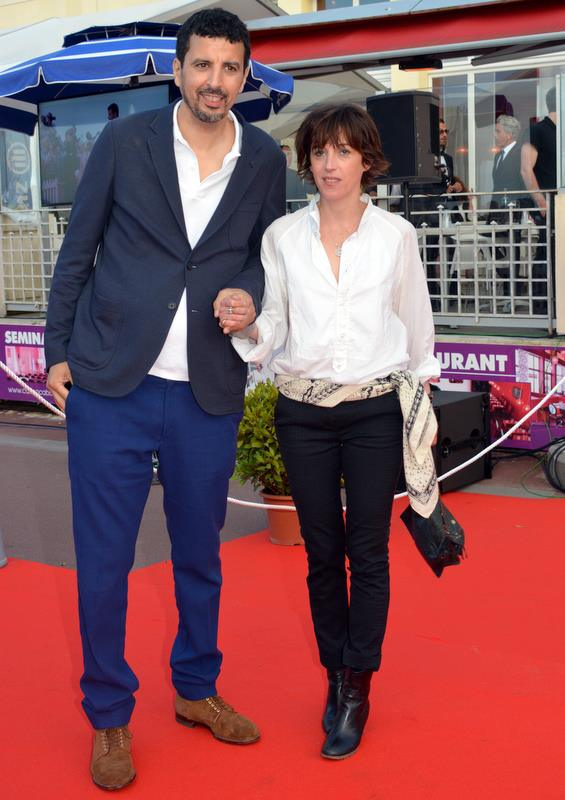
Samir Guesmi und Florence Loiret Caille bei der Präsentation des Films auf dem Festival de Cabourg im Juni 2016

Der Effekt des Wassers wurde von Oktober 2014 bis Mai 2015 unter anderem im Schwimmbad Maurice Thorez in Montreuil sowie in Reykjavík und am Flughafen Keflavík auf Island gedreht. Die Kostüme schufen Anne Blanchard und Marie Le Garrec, die Filmbauten stammen von Drifa Freyju-Ármannsdottir und Marie Le Garrec.
Der Effekt des Wassers war der Abschluss einer auf Island bzw. in Frankreich spielenden Trilogie um die Figuren Anna (Didda Jónsdóttir) und Agathe (Florence Loiret Caille), die 2008 mit Bin gleich zurück begonnen hatte und 2012 mit Queen of Montreuil fortgesetzt worden war. In beiden Filmen hatte Sólveig Anspach Regie geführt, die Drehbücher schrieben Sólveig Anspach und Jean-Luc Gaget gemeinsam. Als Anspach „in der Endphase des Schnitts“ von Der Effekt des Wassers verstarb, vollendete Gaget den Film als Regisseur.
Das Lied, das Agathe, Samir und Anna in der Bar hören, ist Scared Things En Effet von Bang Gang, deren Sänger Barði Jóhannsson im Film einen Gastauftritt hat. Bouli Lanners ist auf einem Poster als Emile Van Den Broek, Initiator des Kongresses, zu sehen. Wie in Bin gleich zurück und Queen of Montreuil treten auch in Der Effekt des Wassers zahlreiche Laiendarsteller auf, die teilweise improvisierten.
Der Effekt des Wassers erlebte seine Premiere am 18. Mai 2016 im Rahmen der Quinzaine des réalisateurs der Internationalen Filmfestspiele in Cannes und lief am 29. Juni 2016 in den französischen Kinos an. In Deutschland kam der Film am 25. Mai 2017 in die Kinos.

## Synchronisation
| Rolle              | Darsteller             | Synchronsprecher        |
| ------------------ | ---------------------- | ----------------------- |
| Samir              | Samir Guesmi           | Markus Pfeiffer         |
| Agathe             | Florence Loiret Caille | Elisabeth von Koch      |
| Anna               | Didda Jónsdóttir       | Sandra Schwittau        |
| Reboute            | Philippe Rebbot        | Ole Pfennig             |
| Daniel             | Estéban                | Paul Sedlmeir           |
| Corinne            | Olivia Cotes           | Caroline Ebner          |
| Frosti             | Frosti Runnólfsson     | Uwe Thomsen             |
| Siggi              | Ingvar E. Sigurdsson   | Matthias Klie           |
| Krummi             | Hrafn Barrett          | Tobias John von Freyend |
| Arzt               | Óttarr Proppé          | Jakob Riedl             |
| Schwimmbadleiterin | Sólveig Anspach        | Anke Korte              |

## Auszeichnungen
Der Effekt des Wassers gewann 2016 in Cannes den Prix SACD. Auf dem Filmfest Hamburg war der Film 2016 für den Kritikerpreis nominiert. Im Jahr 2017 gewannen Sólveig Anspach (postum) und Jean-Luc Gaget den César in der Kategorie Bestes Originaldrehbuch. Zudem war der Film für drei Edda-Awards nominiert: in den Kategorien Bester Film, Regisseur des Jahres (Sólveig Anspach) und Bestes Szenenbild.